# Championnat de Guinée de football 2009-2010
Navigation
Saison précédente Saison suivante
La saison 2009-2010 du Championnat de Guinée de football est la 44e édition du championnat de première division guinéenne. Il se déroule sous la forme d’une poule unique avec quatorze formations, qui s’affrontent à deux reprises. En fin de saison, pour permettre le passage du championnat à 12 équipes, les quatre derniers du classement sont relégués et remplacés par les deux meilleurs clubs de deuxième division.
C'est le club de Fello Star, tenant du titre, qui remporte à nouveau le championnat cette saison, après avoir terminé en tête du classement final, avec quatre points d’avance sur l’Atlético de Coléah. C'est le cinquième titre de champion de Guinée de l'histoire du club.

## Les clubs participants
- Horoya AC
- ASFAG Conakry
- Atlético de Coléah
- AS Mineurs Sangarédi
- Hafia FC
- Étoile de Guinée - Promu de D2
- AS Ashanti GB
- Satellite FC
- Fello Star
- AS Batè Nafadji
- AS Kaloum Star - Promu de D2
- Espoir de Labé
- AS Baraka Djoma
- CI Kamsar

## Compétition

### Classement
| Rang | Équipe               | Pts | J  | G  | N  | P  | Bp | Bc | Diff |
| ---- | -------------------- | --- | -- | -- | -- | -- | -- | -- | ---- |
| 1    | Fello StarT          | 46  | 26 | 13 | 7  | 6  | 23 | 10 | +13  |
| 2    | Atlético de Coléah   | 42  | 26 | 11 | 9  | 6  | 27 | 15 | +12  |
| 3    | Horoya AC            | 39  | 26 | 9  | 12 | 5  | 18 | 7  | +11  |
| 4    | Hafia FC             | 39  | 26 | 10 | 9  | 7  | 18 | 16 | +2   |
| 5    | ASFAG Conakry        | 39  | 26 | 11 | 6  | 9  | 18 | 19 | -1   |
| 6    | AS Baraka Djoma      | 38  | 26 | 9  | 11 | 6  | 19 | 17 | +2   |
| 7    | AS Batè Nafadji      | 34  | 26 | 9  | 7  | 10 | 17 | 17 | 0    |
| 8    | Espoir de Labé       | 33  | 26 | 9  | 6  | 11 | 18 | 24 | -6   |
| 9    | AS Ashanti GB        | 33  | 26 | 9  | 6  | 11 | 10 | 18 | -8   |
| 10   | Étoile de GuinéeP    | 31  | 26 | 8  | 7  | 11 | 19 | 23 | -4   |
| 11   | AS Mineurs Sangaredi | 31  | 26 | 6  | 13 | 7  | 11 | 15 | -4   |
| 12   | AS Kaloum StarP      | 28  | 26 | 6  | 10 | 10 | 14 | 17 | -3   |
| 13   | CI Kamsar            | 27  | 26 | 6  | 9  | 11 | 10 | 22 | -12  |
| 14   | Satellite FC         | 25  | 26 | 5  | 10 | 11 | 18 | 19 | -1   |

|  | Qualification pour la Ligue des champions de la CAF 2011                          |
|  | Qualification pour la Coupe de la confédération 2011                              |
|  | Relégation directe en Ligue 2                                                     |
|  | T : Tenant du titre C : Vainqueur de la Coupe de Guinée P : Club promu de Ligue 2 |

- Le score de nombreux matchs sont manquants.

## Bilan de la saison
| Championnat de Guinée de football 2009-2010 |                            |
| Champion                                    | Fello Star (5e titre)      |
| Coupes et trophées                          |                            |
| Vainqueur de la Coupe de Guinée 2009-2010   | FC Séquence de Dixinn (D2) |
| Qualifications continentales                |                            |
| Ligue des champions de la CAF 2011          | Fello Star                 |
| Coupe de la confédération 2011              | FC Séquence de Dixinn      |
| Promotions et relégations                   |                            |
| Promus en Ligue 1                           | FC Séquence de Dixinn      |
| Promus en Ligue 1                           | Sankaran FC                |
| Relégués en Ligue 2                         | AS Mineurs Sangaredi       |
| Relégués en Ligue 2                         | AS Kaloum Star             |
| Relégués en Ligue 2                         | CI Kamsar                  |
| Relégués en Ligue 2                         | Satellite FC               |